# رونيت ماتالون
رونيت ماتالون (بالعبرية: רונית מטלון)‏ (25 مايو 1959 - 28 ديسمبر 2017) هي كاتبة وصحفية إسرائيلية. تشتهر بمواقفها المُعارضة لسياسات احتلال إسرائيل للأراضي الفلسطينية، وهي تُعد من أبرز الأدباء الإسرائيليين المعاصرين.

## حياتها
ولدت رونيت في منطقة غني تيكفا القريبة من مدينة بتاح تكفا في وسط إسرائيل لوالدين يهوديان من أصول مصرية، هاجروا لإسرائيل قبل ولادتها. درست رونيت الأدب والفلسفة في جامعة تل أبيب، ثم عملت كصحفية في هاآرتس الإسرائيلية، والتي غطت الأحداث في غزة والضفة الغربية بين العامين (1987 - 1993). ثم انتقلت لحيفا لتقوم بتدريس الأدب في جامعة حيفا. وكانت عضوا في مجلس الفن والثقافة التابع لوزارة التعليم، ومنتدى الثقافة المتوسطية في معهد فان لير.

## نشاطها السياسي
تعتبر رونيت ناشطة اجتماعية ليبرالية، وقد شاركت في المظاهرات التي تُنظمها جمعية حقوق المواطن في اسرائيل. شاركت سنة 2003 في تقديم طلب إلى المحكمة العليا في إسرائيل للتحقيق في اغتيال صلاح شحادة. دأبت على التنديد في وسائل الإعلام المحلية خلال عملها الصحفي باحتلال إسرائيل للضفة الغربية، ووصفت، في أحد تصريحاتها، إسرائيل بأنها "كالشخص المصاب بمرض عضال"، ووصفت إسرائيل بدولة عنصرية تفصل بين المواطنين، لذلك كانت تتعرض للعديد من الانتقادات من قِبل المتشددين الإسرائيليين.

## روابط خارجية
- رونيت ماتالون على موقع IMDb (الإنجليزية)